# Martinius Nielsen
Martinius Nielsen, född 23 januari 1859 i Köpenhamn, död 10 juli 1928 i Fredensborg, var en dansk skådespelare och regissör. Han var brorson till Rasmus Nielsen, från 1884 gift med Oda Nielsen och far till art directorn Kay Nielsen.
Nielsen var 1880–1884 anställd vid Casinoteatret, 1884–1886 och 1889–1894 vid Dagmarteatern, 1886–1889 vid Det Kongelige Teater samt 1894–1897 vid Folketeatret. Han ledde 1897–1909, fram till 1905 formellt med Christen Riis-Knudsen Dagmarteatret och 1902–1905 Casinoteatret samt var 1917–1920 regissör vid Betty Nansen Teatret. Efter 1909 ägnade han sig som skådespelare främst åt gästspel. Martinus Nielsen erhöll 1908 professors namn.

## Regi
- 1916 – Hendes ungdomsforelskelse
- 1917 – Den grønne Bille
- 1917 – Tidens barn

## Utmärkelser
- Professors namn,  1908[1]
- Riddare av Dannebrogorden,  1922[1]

[Redigera Wikidata]